# Reprezentacja Słowenii w futsalu mężczyzn
Reprezentacja Słowenii w futsalu – zespół futsalowy, biorący udział w imieniu Słowenii w meczach i sportowych imprezach międzynarodowych, powoływany przez selekcjonera, w którym mogą występować wyłącznie zawodnicy posiadający obywatelstwo słoweńskie. Za jego funkcjonowanie odpowiedzialny jest Nogometna zveza Slovenije.

## Udział w międzynarodowych turniejach
| 1989 | Nie brała udziału, była częścią SFRJ | Nie brała udziału, była częścią SFRJ |
| 1992 | Nie brała udziału                    | Nie brała udziału                    |
| 1996 | Nie zakwalifikowała się              | Nie zakwalifikowała się              |
| 2000 | Nie zakwalifikowała się              | Nie zakwalifikowała się              |
| 2004 | Nie zakwalifikowała się              | Nie zakwalifikowała się              |
| 2008 | Nie zakwalifikowała się              | Nie zakwalifikowała się              |
| 2012 | Nie zakwalifikowała się              | Nie zakwalifikowała się              |
| 2016 | Nie zakwalifikowała się              | Nie zakwalifikowała się              |

| 1996 | Nie zakwalifikowała się | Nie zakwalifikowała się |
| 1999 | Nie zakwalifikowała się | Nie zakwalifikowała się |
| 2001 | Nie zakwalifikowała się | Nie zakwalifikowała się |
| 2003 | Awans                   | Faza grupowa            |
| 2005 | Nie zakwalifikowała się | Nie zakwalifikowała się |
| 2007 | Nie zakwalifikowała się | Nie zakwalifikowała się |
| 2010 | Awans                   | Faza grupowa            |
| 2012 | Awans                   | Faza grupowa            |
| 2014 | Awans                   | Ćwierćfinał             |
| 2016 | Awans                   | Faza grupowa            |
| 2018 | Gospodarz               |                         |